# Sunweb-Revor/Saison 2012
Dieser Artikel listet Erfolge und Fahrer des Radsportteams Sunweb-Revor in der Saison 2012 auf.

## Erfolge in der UCI Europe Tour
| Datum    | Rennen                                           | Kat. | Sieger     |
| -------- | ------------------------------------------------ | ---- | ---------- |
| 24. Juni | Tschechische Meisterschaft - Straßenrennen (U23) | CN   | Karel Hník |

## Erfolge im Cyclocross 2011/2012
| Datum         | Rennen                                                       | Fahrer        |
| ------------- | ------------------------------------------------------------ | ------------- |
| 18. September | Steenbergcross, Erpe-Mere                                    | Kevin Pauwels |
| 23. Oktober   | UCI-Weltcup, Tábor                                           | Kevin Pauwels |
| 1. November   | GvA Trofee - Koppenbergcross, Oudenaarde                     | Kevin Pauwels |
| 6. November   | GvA Trofee - Ronse, Ronse-Kluisbergen                        | Kevin Pauwels |
| 19. November  | Gva Trofee - Grote Prijs van Hasselt, Hasselt                | Kevin Pauwels |
| 20. November  | Superprestige Gavere, Gavere                                 | Kevin Pauwels |
| 4. Dezember   | UCI-Weltcup, Igorre                                          | Kevin Pauwels |
| 17. Dezember  | GvA Trofee - Grote Prijs Rouwmoer, Essen (U23)               | Tijmen Eising |
| 26. Dezember  | UCI-Weltcup, Heusden-Zolder                                  | Kevin Pauwels |
| 8. Januar     | Tschechische Meisterschaft (U23)                             | Karel Hník    |
| 9. Januar     | Cyclocross Otegem, Otegem                                    | Kevin Pauwels |
| 22. Januar    | UCI-Weltcup, Hoogerheide                                     | Kevin Pauwels |
| 12. Februar   | Internationale Cyclocross Heerlen Grote Prijs Heuts, Heerlen | Kevin Pauwels |

## Zugänge – Abgänge
| Zugänge    | Team 2011     | Abgänge          | Team 2012                        |
| ---------- | ------------- | ---------------- | -------------------------------- |
| Karel Hník | Telenet-Fidea | Jiří Polnický    | Whirlpool-Author                 |
|            |               | Kevin Eeckhout   | Coolens CT                       |
|            |               | Angelo De Clercq | Ovyta-Eijssen-Acrog Cycling Team |

## Mannschaft
| Name             | Geburtstag       | Nationalität |
| ---------------- | ---------------- | ------------ |
| Jim Aernouts     | 23. März 1989    | Belgien      |
| Sven Beelen      | 14. März 1990    | Belgien      |
| Stef Boden       | 31. Juli 1990    | Belgien      |
| Matthias Bossuyt | 19. Januar 1991  | Belgien      |
| Vinnie Braet     | 12. August 1991  | Belgien      |
| Tijmen Eising    | 27. März 1991    | Niederlande  |
| Karel Hník       | 9. August 1991   | Tschechien   |
| Tim Merlier      | 30. Oktober 1992 | Belgien      |
| Kevin Pauwels    | 12. April 1984   | Belgien      |
| Klaas Vantornout | 19. Mai 1982     | Belgien      |